# Старая клиника (Хельсинки)
Старая клиника , а иногда также Snellmania, — комплекс зданий Центрального кампуса Хельсинкского университета в Круунунхаке, расположенный в квартале между Унионинкату, Елизаветинской улицей, Снельманинкату. Первоначально он был построен как университетский госпиталь в 1833–1848 годах.
Сегодня здания используются факультетом социальных наук университета.
Главный корпус старой поликлиники и здание роддома-прачечной с застройкой двора поставлены под охрану в качестве объектов культурного наследия.

## История
Проект здания был в 1829 году разработан Карлом Людвигом Энгелем, который в 1824 году спроектировал больницу в Або, однако здание так и не было сдано в эксплуатацию до Абоского пожара 1827 года. В январе 1829 года Энгель переработал проект для Гельсингфорса, но он не был одобрен императором Николаем I. Так архитектором здания стал Александр Егорович Штауберт, русский специалист по больницам, а строительные работы под руководством Энгеля начались в 1830 году и были завершены в 1833 году.
В 1835 году было решено переместить губернскую больницу в тот же квартал, для чего в 1836–1838 годах были завершены двухэтажные пристройки, спроектированные Карлом Людвигом Энгелем.
В 1841 году ввиду реорганизации военных и гражданских учреждений здравоохранения архитектором Эрнстом Лорманом были спроектированы большие пристройки к кварталу в 1840-х годах, из которых в 1848 году было построено собственное здание клинического института, «Новая клиника». Однако другие планы по реконструкции военных госпиталей не были осуществлены.
В этот период клиника пользовалась большой популярностью у горожан, особенно отделение кожных и венерических заболеваний, где, например, в 1840-х годах лечилось больше пациентов, чем во всех других палатах вместе взятых. Большинство больничных палат переехали из квартала после того, как отдельные больничные здания были построены в других частях города, например, родильное отделение в 1878 году и хирургическое отделение в 1888 году. Последние больничные здания в квартале были построены в 1890-х годах. В 1920-е годы оставалась только кожно-венерическая клиника. В 1990-х годах медицинская деятельность университета была сосредоточена в Мейлахти, куда в 1992 году также переехала кафедра дерматологии и венерологии. После ремонта в 1994 году факультет переехал в корпус.

## Галерея

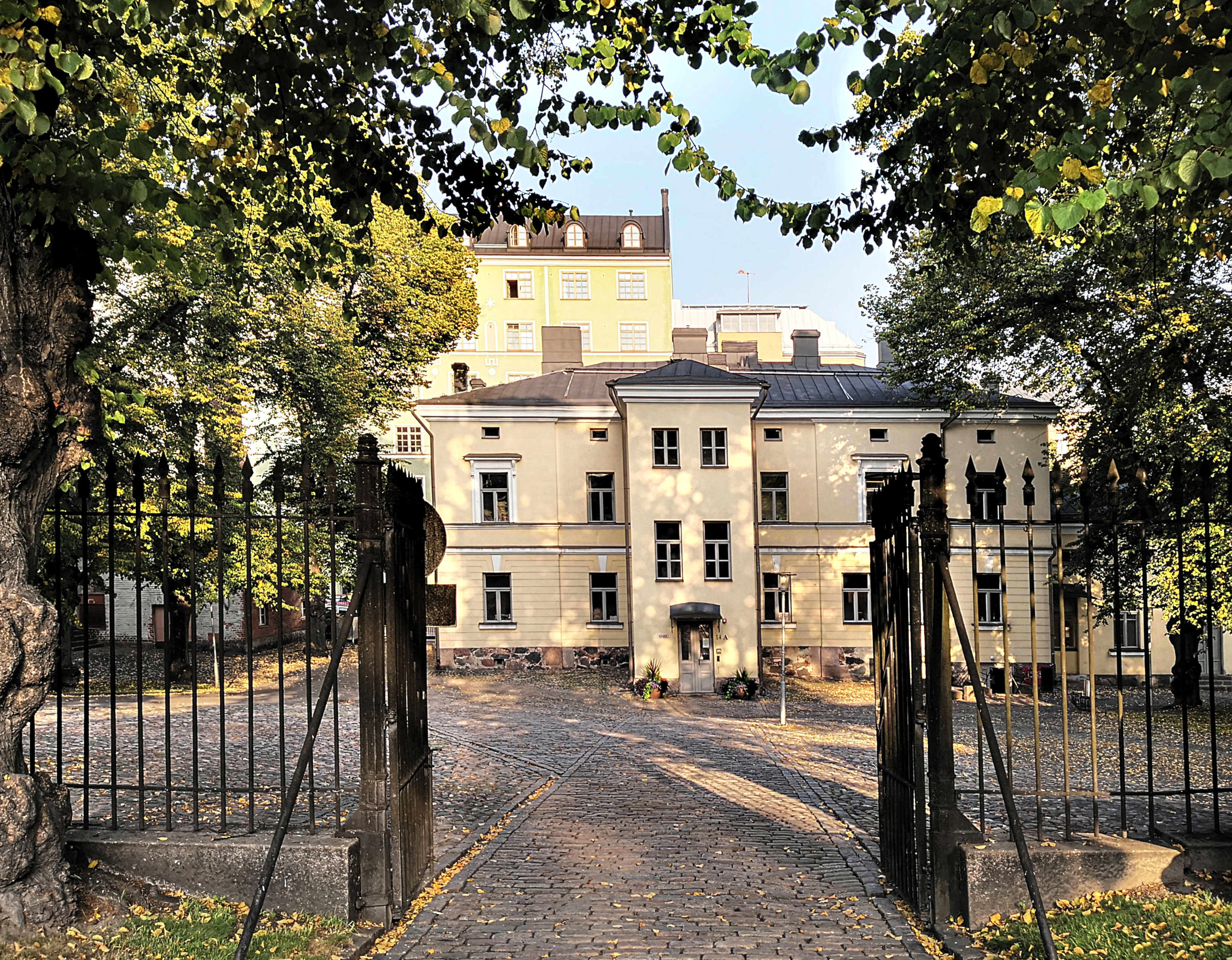
Хозяйственные постройки старой поликлиники, вид со стороны двора
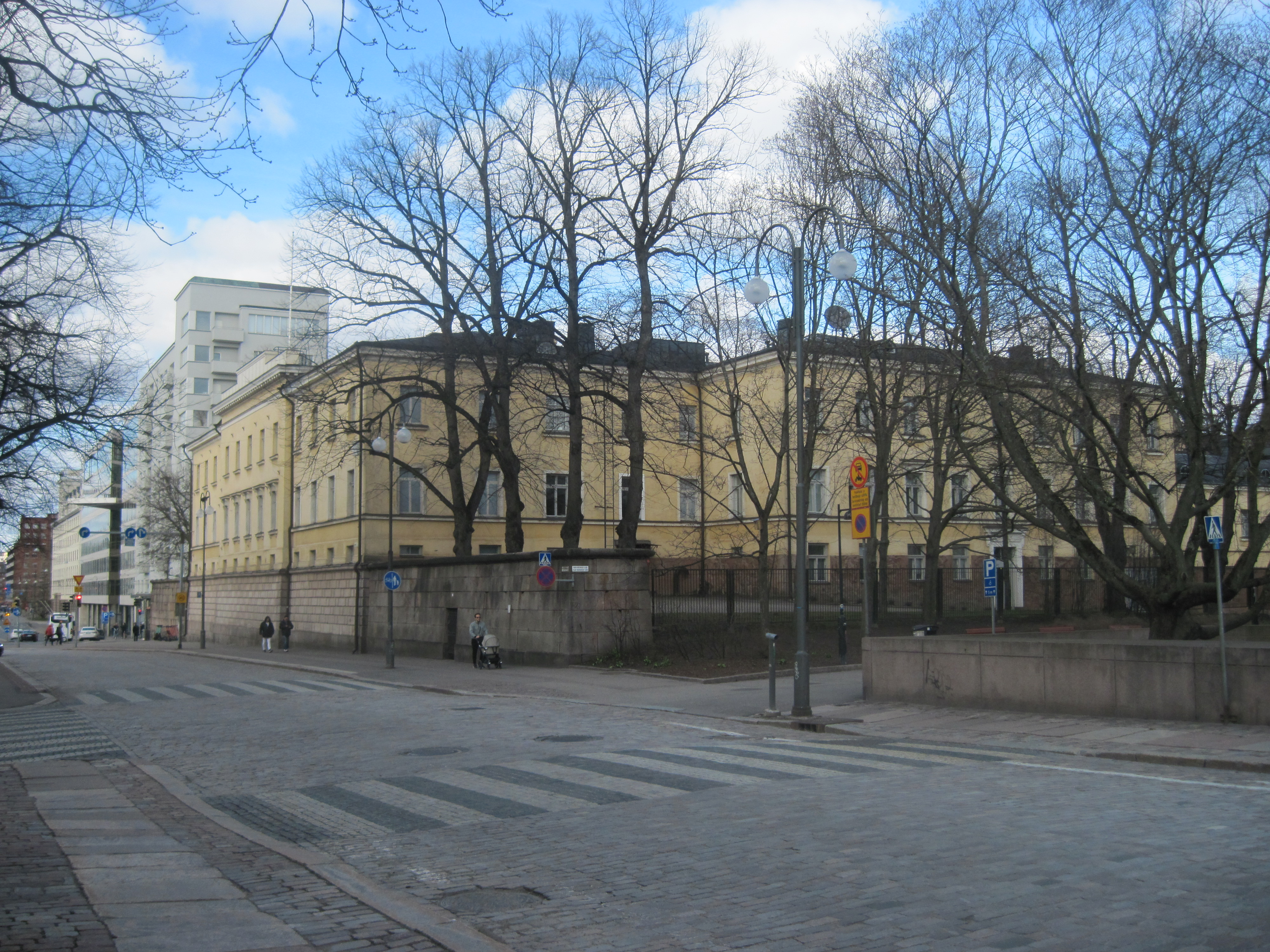
Старая клиника, вид с юга Юнионинкату
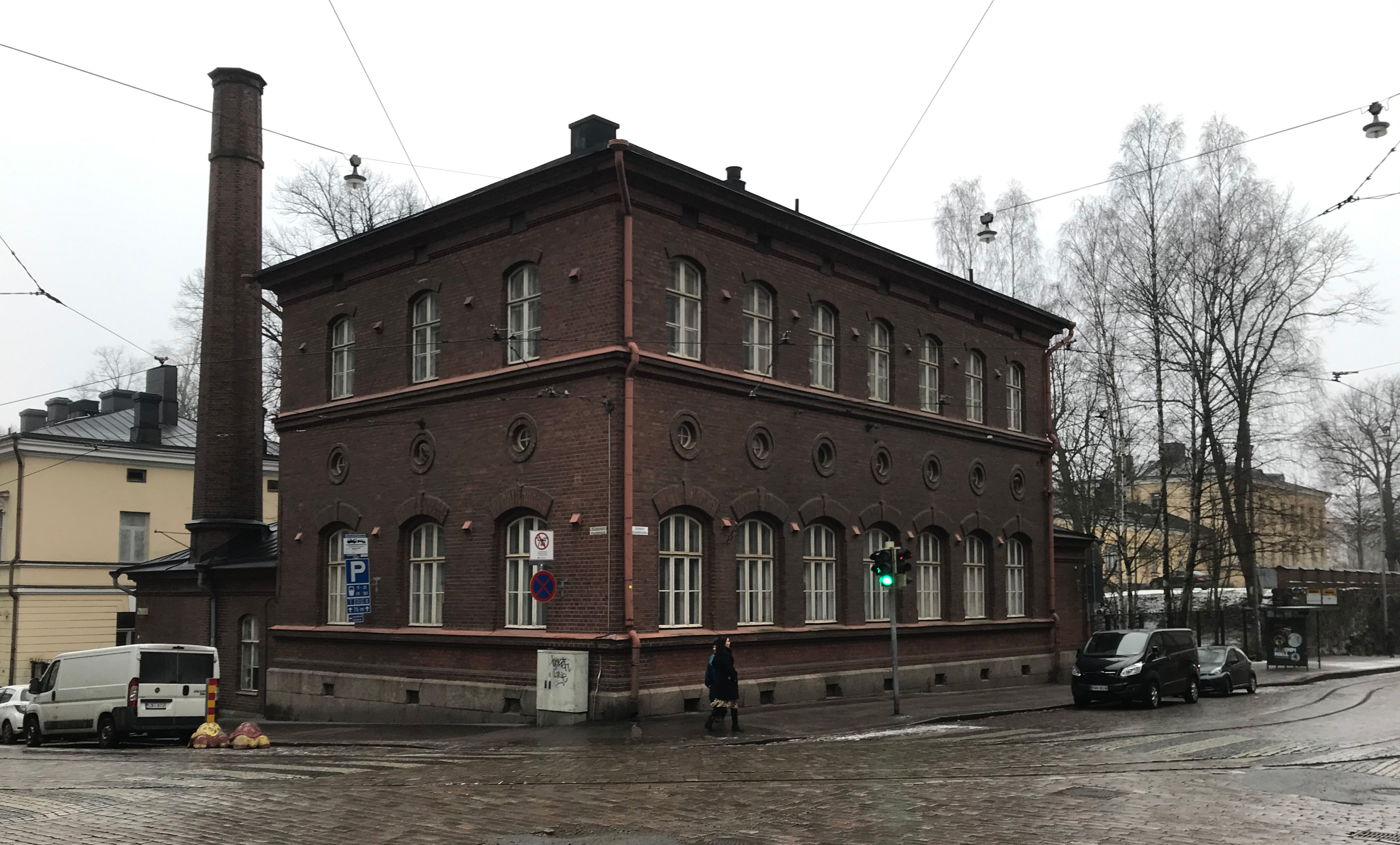
Построенное в 1888 году здание прачечной на углу Лийсанкату.
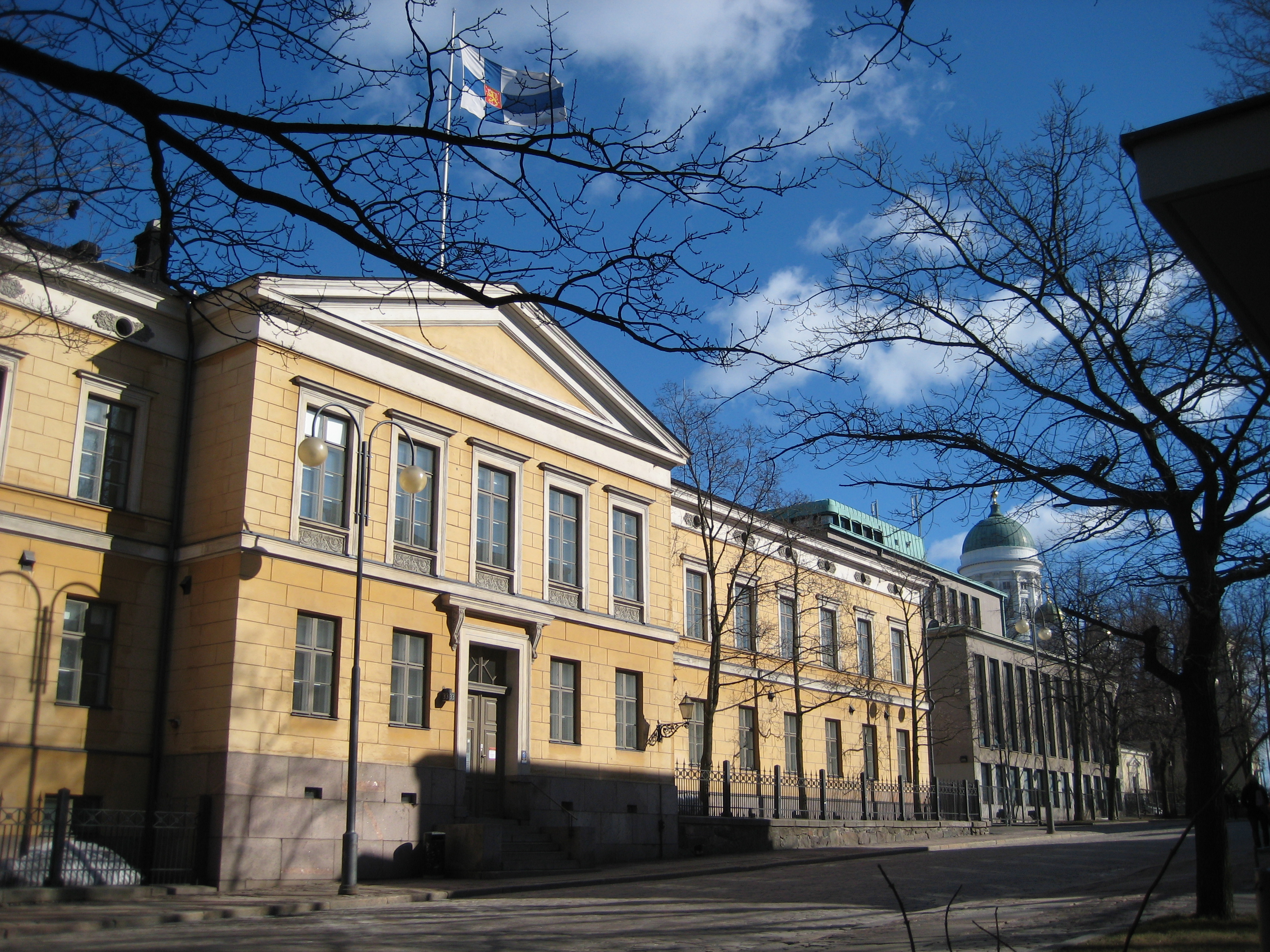
Так называемая новая клиника на Юнионинкату